# Julián Aguirre
Julián Antonio Tomás Aguirre  (Buenos Aires, 28 de janeiro de 1868 - † Buenos Aires, 13 de agosto de 1924) foi um compositor argentino que sintetizou as formas tradicionais do folclore argentino. Foi um dos fundadores da secção de música do Ateneo e do Comité Nacional de Belas Artes.

## Biografia

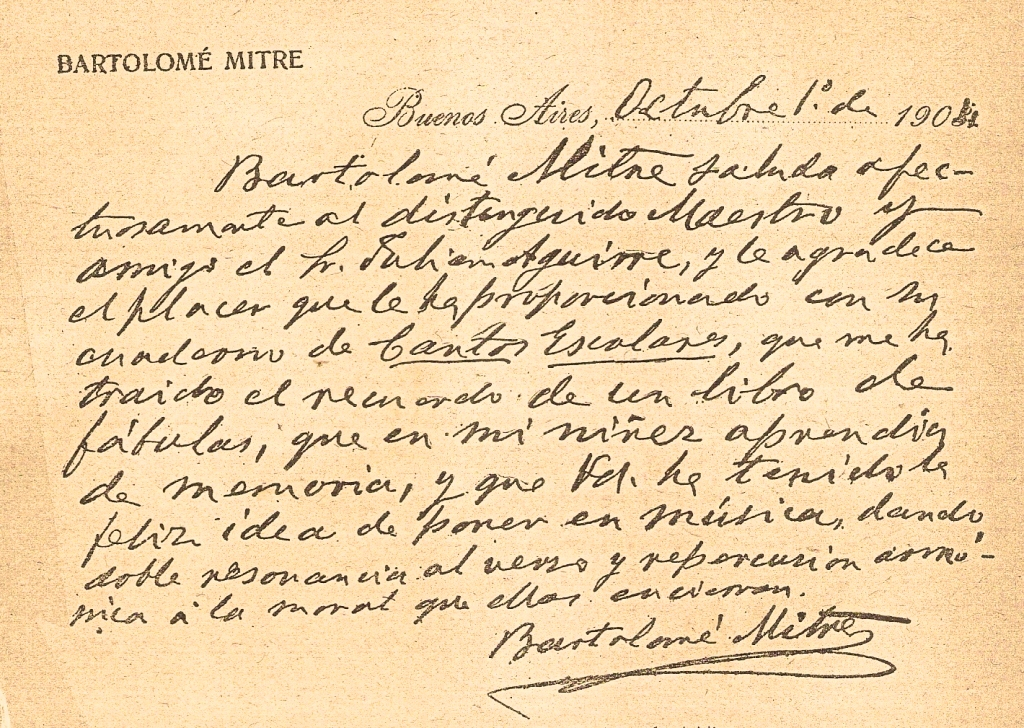
Fac-símile da carta que Bartolomé Mitre enviou ao compositor Julián Aguirre.

Julian Aguirre nasceu em Buenos Aires a 28 de janeiro de 1868 e morreu na mesma cidade em 13 de agosto como como 1924. Ainda criança mudou-se com a família para Madrid, onde estudou piano, harmonia e contraponto no Conservatório Real de Madrid, sendo discípulo de Emilio Arrieta e Carlos Beck. Mais tarde, ele recebeu treinamento adicional em Paris. Posteriormente, lecionou em sua cidade natal, onde em 1916 fundou a Escuela Argentina de Música.
Seu trabalho pedagógico como crítico musical em várias publicações argentinas da época também foi particularmente relevante.
O iniciador do nacionalismo folclórico na música de seu país, foi o primeiro compositor argentino a buscar inspiração na música vernácula, destacando-se das formas técnicas impostas pelo verismo e wagnerismo em voga, embora sem se libertar totalmente da influência romântica da Espanha. Sua condição e sua preferência por explorar a intimidade o levaram imperceptivelmente ao gênero da câmera.
Nesse sentido, é possível estabelecer duas etapas na sua obra, nomeadamente na pianística e no canto e piano, que constituem, de facto, quatro quintos da sua produção. O primeiro é de caráter universalista, sob a influência dos estudos realizados na Europa tanto na matéria como na escrita, com memórias de Schumann em algumas peças como nos Intimas para piano. Por volta do final do século começaria a segunda etapa, o período nacionalista, com o Crioulo Aires, o Popular Aires e o Triste, que atingiu a maturidade em Canções e Danças para piano e nos ciclos de Canções argentinas e canções escolares.

Uma lei nacional de 1926 ordenou a construção de um monumento em sua memória em El Rosedal do Parque Tres de Febrero em Buenos Aires, um busto de bronze que foi pago com assinatura pública e inaugurado em 1934.

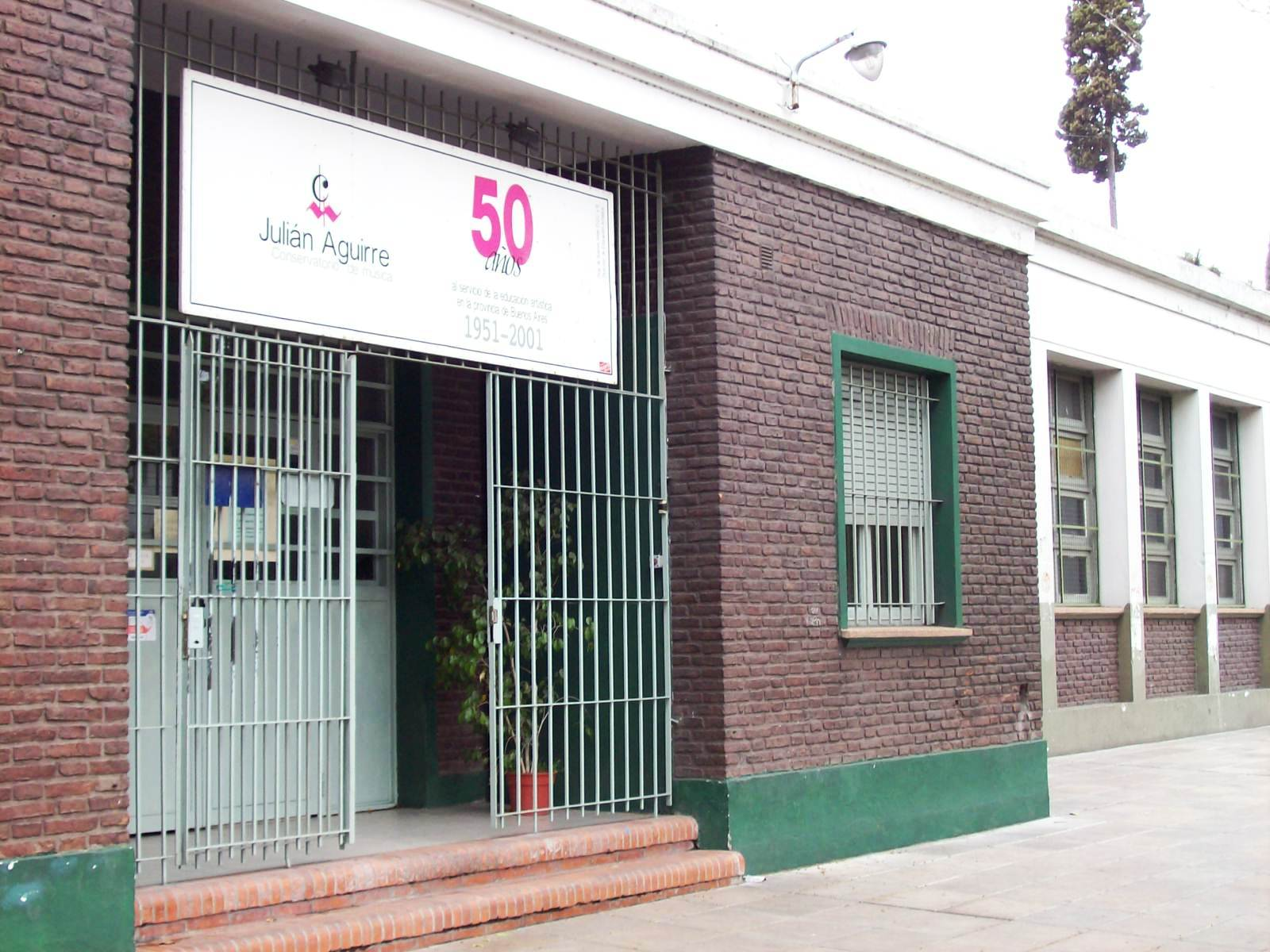
O Conservatório Julián Aguirre fundado por Alberto Ginastera en 1951

## Obra
A obra de Aguirre incluiu tanto peças para piano e composições de câmara - nas quais se refletiu a influência da música francesa - como também versões orquestrais de temas crioulos, que submeteu a um profundo refinamento estilístico.
Entre suas composições mais conhecidas estão:
- Aires nacionales argentinos
- Aires criollos
- Rapsodia argentina, para violino e piano
- De mi país, serie sinfónica
- Aires criollos, para piano
- Aires nacionales, para piano
- Rapsodia Argentina, para violino e piano
- Huella y gato, para piano
- Arre caballito
- Don gato y otras canções infantis.
- Rosas orientales, para canto e piano
- El nido ausente, para canto e piano
- Tu imagen, para canto e piano
- Berceuse, para canto e piano
- Serenata campera, para canto e piano
- Balada, para violino e piano
- Sonata y Nocturno, para violino e piano